# Dukuhbangsa
Dukuhbangsa is een bestuurslaag in het regentschap Tegal van de provincie Midden-Java, Indonesië. Dukuhbangsa telt 3299 inwoners (volkstelling 2010).